# 棒蕊虎耳草
棒蕊虎耳草（学名：Saxifraga clavistaminea），为虎耳草科虎耳草属下的一个植物种。